# Giovanni Ier Bentivoglio
Pour les articles homonymes, voir Bentivoglio (homonymie).
Giovanni Ier Bentivoglio  (…… - Casalecchio di Reno, 1402) est un militaire et un condottiere italien de la fin du  XVe et du début du  XVIe siècle, seigneur de Bologne.

## Biographie
Giovanni Ier est le premier de la famille Bentivoglio à commander la ville de Bologne, dont il a été seigneur de mars 1401 à juin 1402,
Après la domination des Visconti, Bologne était une commune gouvernée par une oligarchie sénatoriale formée par les familles plus importantes de la ville. À la suite d'une série de luttes intestines, Giovanni, appartenant à la famille Bentivoglio, occupa avec le soutien des Visconti le 14 mars 1401 le Palais Communal et prit le pouvoir.
Élu en tant que gonfalonier, il est le premier de la dynastie élu «gonfaloniere perpetuo » des Bentivoglio sur Bologne tout en restant à l’intérieur des états pontificaux.
Néanmoins, les Visconti n'avaient pas abandonné leur intérêt sur la ville et soutenus par les familles rivales des Bentivoglio (Gozzadini, Galluzzi, Isolani), attaquèrent la ville et remportèrent la bataille de Casalecchio. Giovanni, défait, mourut peu après la bataille, assassiné de quarante coups de poignard.
Il a été enterré dans l'église San Giacomo Minore.
Il eut plusieurs enfants dont:
- Anton Galeazzo Bentivoglio (1385 – 1435).
- Ercole Bentivoglio
- Giovanna, qui épousa Gasparre Malvezzi, un parent du condottiere Ludovico Malvezzi[6].